# Palacio del Mayorazgo
El palacio del Mayorazgo, en Inguanzo, concejo asturiano de Cabrales (Asturias, España), es un palacio rural edificado durante los siglos XVII y XVIII. 

## Descripción

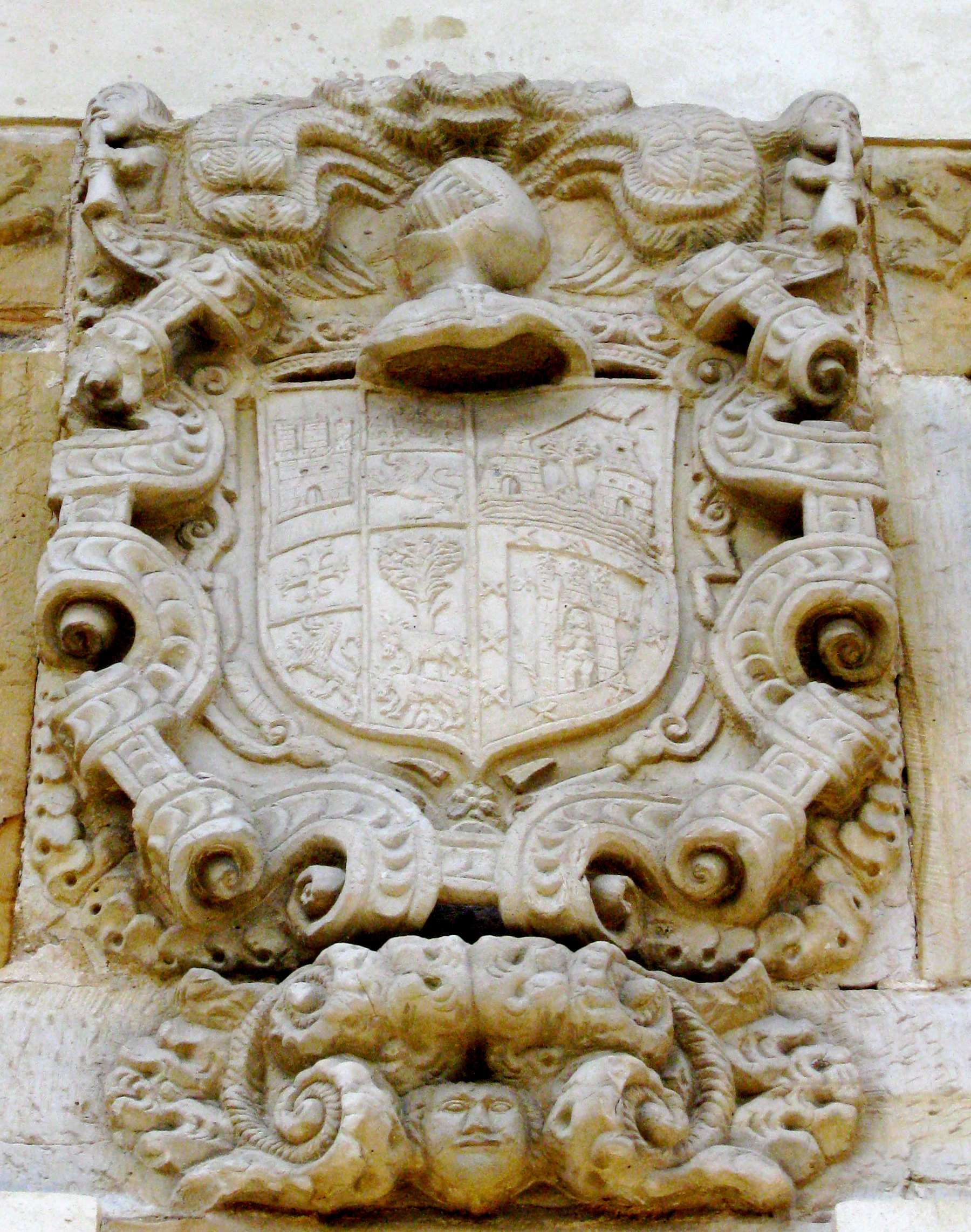
Escudo nobiliario en la fachada

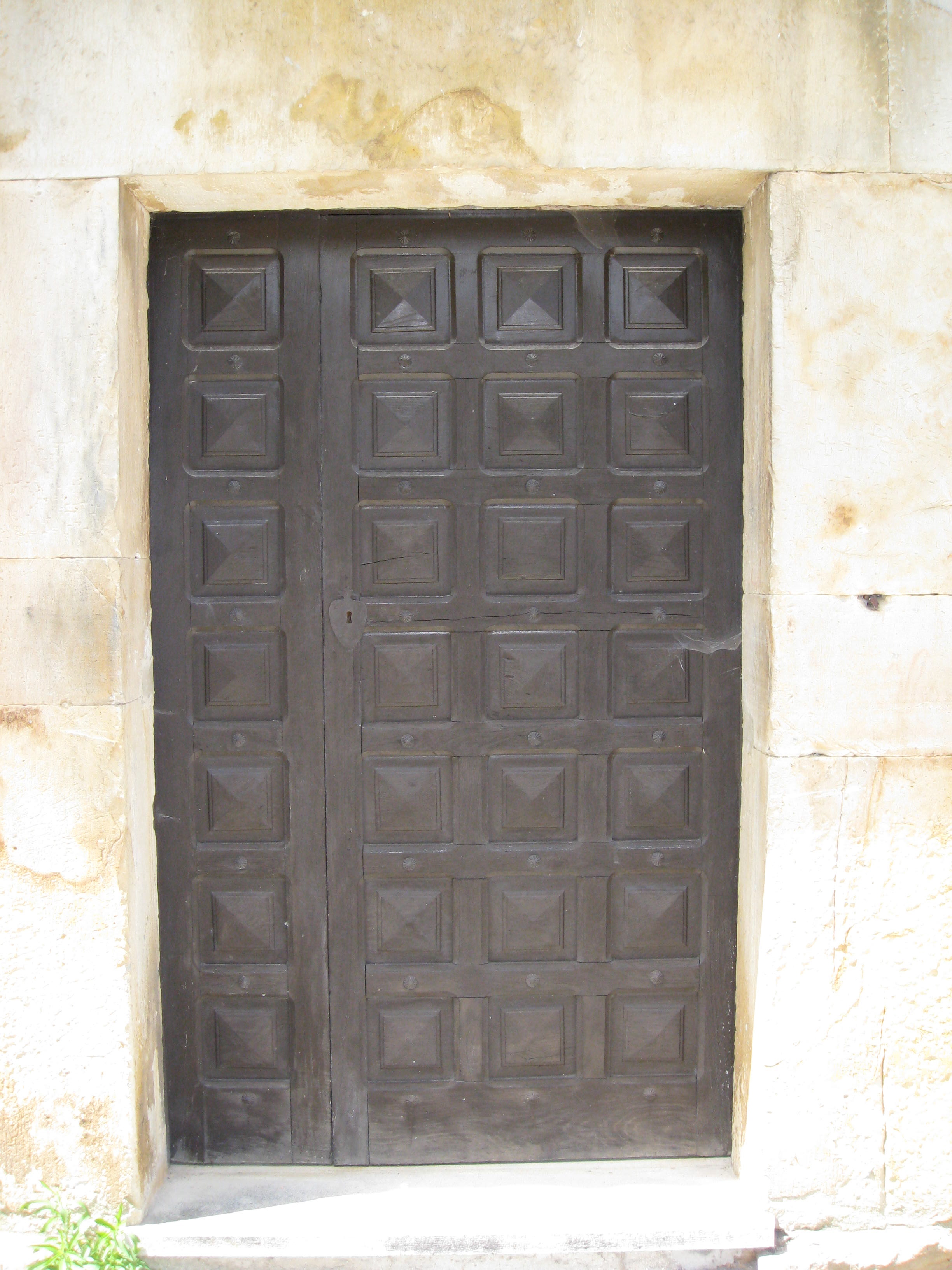
Puerta de entrada

Presenta planta rectangular de estructura compacta por carecer de patio interior y dos pisos de inspiración clásica.
El alzado se divide en dos pisos separados por una línea de imposta que refuerza su horizontalidad.
En la fachada principal dos saeteras flanquean la puerta de acceso. La puerta de acceso es adintelada, está recorrida por molduras y rematada por una piedra con grabados decorativos. Sobre la puerta se conserva un gran escudo decorativo.
Este conjunto es Monumento Histórico Artístico.